# Cereopsius mimospilotus
Cereopsius mimospilotus är en skalbaggsart som beskrevs av Stefan von Breuning 1980. Cereopsius mimospilotus ingår i släktet Cereopsius och familjen långhorningar.
Artens utbredningsområde är Filippinerna. Inga underarter finns listade i Catalogue of Life.